# Габріеле Дзаппа
Габріеле Дзаппа (італ. Gabriele Zappa, нар. 22 грудня 1999, Монца) — італійський футболіст, захисник клубу «Кальярі».
Виступав за молодіжну збірну Італії.

## Клубна кар'єра
Народився 22 грудня 1999 року в місті Монца. Займався у низці футбольних шкіл, доки 2010 року не приєднався до Академії «Інтернаціонале», згодом грав за молодіжну команду клубу.
Утім у дорослому футболі дебютував 2019 року виступами за команду «Пескара» із Серії B.
Восени 2020 року перейшов до вищолігового «Кальярі», з яким уклав п'ятирічний контракт.

## Виступи за збірні
2016 року дебютував у складі юнацької збірної Італії (U-18), загалом на юнацькому рівні взяв участь у 8 іграх.
Протягом 2020–2021 років залучався до складу молодіжної збірної Італії. На молодіжному рівні зіграв у 4 офіційних матчах, три з яких були іграми фінальної частини Євро-2021.

## Статистика виступів

### Статистика клубних виступів
Станом на 21 стчня 2022
| Сезон             | Команда           | Чемпіонат         | Чемпіонат | Чемпіонат | Національний кубок | Національний кубок | Національний кубок | Континентальні кубки | Континентальні кубки | Континентальні кубки | Інші змагання | Інші змагання | Інші змагання | Усього | Усього |
| Сезон             | Команда           | Ліга              | Ігор      | Голів     | Ліга               | Ігор               | Голів              | Ліга                 | Ігор                 | Голів                | Ліга          | Ігор          | Голів         | Ігор   | Голів  |
| ----------------- | ----------------- | ----------------- | --------- | --------- | ------------------ | ------------------ | ------------------ | -------------------- | -------------------- | -------------------- | ------------- | ------------- | ------------- | ------ | ------ |
| 2019–20           | «Пескара»         | B                 | 23+2      | 5         | КІ                 | 1                  | 0                  | -                    | -                    | -                    | -             | -             | -             | 26     | 5      |
| 2020–21           | «Кальярі»         | A                 | 34        | 0         | КІ                 | 2                  | 0                  | -                    | -                    | -                    | -             | -             | -             | 36     | 0      |
| 2021–22           | «Кальярі»         | A                 | 17        | 0         | КІ                 | 2                  | 0                  | -                    | -                    | -                    | -             | -             | -             | 19     | 0      |
| Усього за кар'єру | Усього за кар'єру | Усього за кар'єру | 57+2      | 5         |                    | 3                  | 0                  |                      | -                    | -                    |               | -             | -             | 62     | 5      |